# عشق من، الکترا
عشق من، الکترا (مجاری: Szerelmem, Elektra) یک فیلم درام مجارستانی به کارگردانی میکلوش یانچو محصول سال ۱۹۷۴ است. از بازیگران آن می‌توان به ماریا توروچیک، جرج چرهالمی و یوژف ماداراش اشاره کرد.